# MBK 엔터테인먼트
MBK 엔터테인먼트(MBK Entertainment)는 대한민국의 연예 기획사이다.

## 창립 배경
전신인 GM기획을 1999년 설립하여 조성모, 터보, 김민우 등을 히트시킨 한시대를 풍미한 연예기획사이다. 이 GM기획이 여러차례 거쳐 코어콘텐츠미디어로 바뀌었고, 티아라 사건 이후 상당한 어려움을 겪자 다시 새로운 MBK엔터테인먼트를 설립했다. 이후 코어콘텐츠미디어를 인수한 후 소속연예인을 MBK엔터테인먼트로 전부 이적시킨 후 폐업시켰다.
현재, 대표이사는 김태경(Mike Kim)이지만 물론 실권자는 김광수 위주로 움직인다.
2016년 12월 12일 모 회사인 MBK가 엔터테인먼트 사업을 중지한다고 공시함에 따라 자회사인 MBK엔터의 사업을 중지하는 것으로 잠시 알려졌으나, 실제로는 모회사인 MBK도 사내에 엔터사업부분이 있었던 관계로 바로 정정보도도 나왔다. 하지만, 2016년 9월 반기보고서 상 MBK엔터테인먼트도 불과 설립 2년이 좀 넘었지만 이미 자본잠식 상태에 빠진 상황으로 모회사의 엔터사업 중지가 자회사에 영향을 미칠 가능성도 상당한 상태다.
MBK 엔터테인먼트는 2014년 7월 출범하였으며, 코어콘텐츠 소속 가수(다이아, 하이브로우), 배우 등을 영입하여 지금까지 이어져 왔다. MBK는 "한국을 넘어선 음악" (Music Beyond Korea)를 뜻한다고 알려져 있다.

## 이전 소속 연예인
- 손호준
- 하석진
- 다비치
- 김정은
- 한은정
- 정준호
- M to M
- 초신성
- 블랙펄
- 김종욱
- 이의정
- Uno 우노 (강성민,김형철,장신민)
- 노영심
- 씨야 (남규리, 김연지, 이보람, 수미)
- 남녀공학
- 갱키즈
- 파이브돌스
- 더 씨야
- 스피드
- 제이니
- 백다은
- 티아라 (큐리, 함은정, 효민, 지연, 류화영, 한아름, 전보람, 소연)
- 샤넌
- 다이아 (희현, 유니스, 주은, 예빈, 채연, 은채, 솜이, 조승희, 안은진, 이소율)
- 다니 (티아라 N4 출신)
- 박상원

## 이전 소속 연습생
- 코코 (전: 블레이디, 현: 코코소리)
- 허영지 (전: 베이비카라, 현: 카라)
- 휘인 (현: 마마무)
- 양지원 (전: 스피카)
- 이지애